# Pranas Dovydaitis
Pranas Dovydaitis est un enseignant et homme d'État lituanien né le 2 décembre 1886 à Runkiai, dans la municipalité de Kazlų Rūda, et mort le 4 novembre 1942 à Sverdlovsk, en Union soviétique. En février 1918, il est l'un des vingt signataires de la déclaration d'indépendance de la Lituanie.
Il occupe le poste de Premier ministre pendant un mois, du 12 mars au 12 avril 1919. Après l'occupation des pays baltes par l'Union soviétique, il est déporté en Sibérie en juin 1941 et y meurt l'année suivante.